# Himalaphantes grandiculus
Himalaphantes grandiculus är en spindelart som först beskrevs av Andrei V. Tanasevitch 1987.  Himalaphantes grandiculus ingår i släktet Himalaphantes och familjen täckvävarspindlar.
Artens utbredningsområde är Nepal. Inga underarter finns listade i Catalogue of Life.